# Derek Grant
Derek Grant (né le 20 avril 1990 à Abbotsford dans la province de Colombie-Britannique au Canada) est un joueur professionnel canadien de hockey sur glace.

## Carrière
Grant débute au niveau junior avec les Chiefs de Langley de la Ligue de hockey de la Colombie-Britannique lors de la saison 2007-2008. Il marque 24 buts et 63 points à sa saison recrue et a été sélectionné par les Sénateurs d'Ottawa lors du repêchage d'entrée dans la LNH 2008 au quatrième tour, 119e rang au total. Grant revient à Langley pour une saison de plus avant d'aller à l'Université d'État du Michigan. À la suite de sa deuxième saison à Michigan State, Grant choisit de quitter MSU et signe un contrat d'entrée de trois ans avec Ottawa le 10 mars 2011. 
Grant fait ses débuts professionnels immédiatement avec la filiale d'Ottawa dans la Ligue américaine de hockey, les Senators de Binghamton, et remporte la Coupe Calder avec l'équipe lors des séries éliminatoires de 2011. Grant passe la saison complète d'après avec Binghamton et est retourné à Binghamton pour la saison 2012-2013. Le 16 février 2013, Grant fait ses débuts dans la LNH à Toronto, en jouant avec les Sénateurs, contre les Maple Leafs de Toronto.
Le 1er juillet 2015, il signe un contrat d'une saison de 700 000 dollars avec les Flames de Calgary. La saison suivante, il s'entend avec les Sabres de Buffalo pour un an. À la moitié de la saison, il est échangé au Predators de Nashville. À l'été 2017, il est envoyé depuis Nashville au Ducks d'Anaheim où il jouera enfin une saison  2017-2018 entière avec la même équipe. Le 19 juillet 2018 il signe avec les Penguins de Pittsburgh mais en janvier il est retourné aux Ducks contre Joseph Blandisi.
Le 24 février 2020, il passe des Ducks aux Flyers de Philadelphie en retour de l'attaquant Kyle Criscuolo et d'un choix conditionnel de 4e tour en 2020.

## Statistiques
| Saison     | Équipe                  | Ligue      |     | Saison régulière | Saison régulière | Saison régulière | Saison régulière | Saison régulière |   | Séries éliminatoires | Séries éliminatoires | Séries éliminatoires | Séries éliminatoires | Séries éliminatoires |
| Saison     | Équipe                  | Ligue      | PJ  | B                | A                | Pts              | Pun              | PJ               | B | A                    | Pts                  | Pun                  |                      |                      |
| 2007-2008  | Chiefs de Langley       | LHCB       | 57  | 24               | 39               | 63               | 44               | 12               | 5 | 5                    | 10                   | 15                   |                      |                      |
| 2008-2009  | Chiefs de Langley       | LHCB       | 35  | 25               | 35               | 60               | 22               | 4                | 1 | 2                    | 3                    | 2                    |                      |                      |
| 2009-2010  | Wolverines du Michigan  | CCHA       | 38  | 12               | 18               | 30               | 10               | -                | - | -                    | -                    | -                    |                      |                      |
| 2010-2011  | Wolverines du Michigan  | CCHA       | 38  | 8                | 25               | 33               | 44               | -                | - | -                    | -                    | -                    |                      |                      |
| 2010-2011  | Senators de Binghamton  | LAH        | 14  | 1                | 5                | 6                | 0                | 7                | 1 | 1                    | 2                    | 2                    |                      |                      |
| 2011-2012  | Senators de Binghamton  | LAH        | 60  | 8                | 15               | 23               | 26               | -                | - | -                    | -                    | -                    |                      |                      |
| 2012-2013  | Senators de Binghamton  | LAH        | 63  | 19               | 9                | 28               | 37               | 3                | 0 | 0                    | 0                    | 6                    |                      |                      |
| 2012-2013  | Sénateurs d'Ottawa      | LNH        | 5   | 0                | 0                | 0                | 0                | -                | - | -                    | -                    | -                    |                      |                      |
| 2013-2014  | Sénateurs de Binghamton | LAH        | 46  | 12               | 10               | 22               | 30               | 4                | 0 | 1                    | 1                    | 2                    |                      |                      |
| 2013-2014  | Sénateurs d'Ottawa      | LNH        | 20  | 0                | 2                | 2                | 4                | -                | - | -                    | -                    | -                    |                      |                      |
| 2014-2015  | Sénateurs de Binghamton | LAH        | 73  | 21               | 17               | 38               | 45               | -                | - | -                    | -                    | -                    |                      |                      |
| 2015-2016  | Heat de Stockton        | LAH        | 36  | 27               | 18               | 45               | 36               | -                | - | -                    | -                    | -                    |                      |                      |
| 2015-2016  | Flames de Calgary       | LNH        | 15  | 0                | 1                | 1                | 2                | -                | - | -                    | -                    | -                    |                      |                      |
| 2016-2017  | Sabres de Buffalo       | LNH        | 40  | 0                | 3                | 3                | 19               | -                | - | -                    | -                    | -                    |                      |                      |
| 2016-2017  | Predators de Nashville  | LNH        | 6   | 0                | 1                | 1                | 5                | -                | - | -                    | -                    | -                    |                      |                      |
| 2016-2017  | Americans de Rochester  | LAH        | 23  | 11               | 8                | 19               | 22               | -                | - | -                    | -                    | -                    |                      |                      |
| 2017-2018  | Ducks d'Anaheim         | LNH        | 66  | 12               | 12               | 24               | 11               | 4                | 0 | 0                    | 0                    | 0                    |                      |                      |
| 2018-2019  | Penguins de Pittsburgh  | LNH        | 25  | 2                | 3                | 5                | 6                | -                | - | -                    | -                    | -                    |                      |                      |
| 2018-2019  | Penguins de WBS         | LAH        | 5   | 3                | 1                | 4                | 6                | -                | - | -                    | -                    | -                    |                      |                      |
| 2018-2019  | Ducks d'Anaheim         | LNH        | 31  | 2                | 7                | 9                | 8                | -                | - | -                    | -                    | -                    |                      |                      |
| 2019-2020  | Ducks d'Anaheim         | LNH        | 49  | 14               | 6                | 20               | 28               | -                | - | -                    | -                    | -                    |                      |                      |
| 2019-2020  | Flyers de Philadelphie  | LNH        | 7   | 1                | 4                | 5                | 2                | 15               | 0 | 2                    | 2                    | 8                    |                      |                      |
| 2020-2021  | Ducks d'Anaheim         | LNH        | 46  | 6                | 9                | 15               | 25               | -                | - | -                    | -                    | -                    |                      |                      |
| 2021-2022  | Ducks d'Anaheim         | LNH        | 71  | 15               | 14               | 29               | 27               | -                | - | -                    | -                    | -                    |                      |                      |
| 2022-2023  | Ducks d'Anaheim         | LNH        | 46  | 5                | 13               | 18               | 26               | -                | - | -                    | -                    | -                    |                      |                      |
| Totaux LNH | Totaux LNH              | Totaux LNH | 427 | 57               | 75               | 132              | 163              | 19               | 0 | 2                    | 2                    | 8                    |                      |                      |